# Juan Pablo Varillas
Juan Pablo Varillas Patiño-Samudio (n. 6 octombrie 1995, Lima, Peru) este un tenismen profesionist peruan. Cea mai bună clasare a sa în clasamentul ATP la simplu este locul 60 mondial, în iunie 2023, iar la dublu locul 289 mondial, în mai 2021. În prezent este jucătorul peruan nr. 1.
Varillas a câștigat 5 titluri ATP Challenger și 5 ITF la simplu. La dublu a câștigat 4 titluri ITF. A reprezentat Peru în Cupa Davis.